# Маришко подрумиче
Вижте пояснителната страница за други значения на Маришко подрумиче.
Маришкото подрумиче (Anthemis argyrophylla) е многогодишно тревисто растение от семейство Сложноцветни, български ендемит и терциерен реликт. Включено е в Червената книга на България и в Закона за биологичното разнообразие като критично застрашен вид. Растението е описано от унгарския ботаник Е. Халачи и българския ботаник Стефан Георгиев през 1891 г. Това е направено по хербарийни материали, събрани от Стефан Георгиев на 12 април 1889 г. край Белово. Чешкият ботаник Йосиф Веленовски го отнася към семейство Сложноцветни.

## Описание
Растението достига височина 15 – 20 cm. Има разклонено стъбло и цели, дълбоко назъбени листа. Кошничките му са с размери 2 – 2,5 cm в диаметър, с бели езичести и жълти тръбести цветове. Плодосемките му са около 1,5 mm. Те са гладки и с много къса коронка. Цъфти през май – юни и плодоноси през юни – юли. Опрашва се от насекоми. Размножава се чрез семена (разпространявани зоохорно и барохорно), както и вегетативно.

## Разпространение
Расте по силно ерозирани каменливи и скалисти места, по скални цепнатини и прагове, на варовит терен. Видът е представен само от една популация с около 70 – 80 индивида на площ от 200 – 300 m2.
Разпространено е в най-ниските южни склонове на рида Еледжик (Ихтиманска Средна гора), между Белово и Сестримо, в близост до река Марица, в ксеротермния дъбов пояс на височина 350 – 400 m. През 1917 г. Иван Урумов дава сведение, че се среща и по долината на река Яденица в Родопите, несигурни данни има и за намирането му край Белоградчик.

## Опазване
За опазването на вида и местообитанието му в землището на село Дъбравите, област Пазарджик, е създадена защитена местност Маришко подрумиче.